# Кочала
Кочала (пол. Koczała, нім. Flötenstein) — село в Польщі, у гміні Кочала Члуховського повіту Поморського воєводства.
Населення — 2107 осіб (2011).
У 1975-1998 роках село належало до Слупського воєводства.

## Демографія
Демографічна структура станом на 31 березня 2011 року:
|          | Загалом | Допрацездатний вік | Працездатний вік | Постпрацездатний вік |
| -------- | ------- | ------------------ | ---------------- | -------------------- |
| Чоловіки | 1040    | 177                | 784              | 79                   |
| Жінки    | 1067    | 184                | 694              | 189                  |
| Разом    | 2107    | 361                | 1478             | 268                  |